# 대동초등학교 (경산시)
대동초등학교는 대한민국 경상북도 경산시에 있는 공립 초등학교이다.

## 학교 연혁
- 1935. 04. 01 와촌국민학교 신한 간이 학교로 개교
- 1944. 05. 01 와촌서부국민학교로 승격 개교
- 1950. 05. 01 제1회 졸업식
- 1956. 10. 01 대동국민학교로 교명 변경
- 1981. 03. 01 대동국민학교 병설유치원 개원
- 1996. 03. 01 대동초등학교로 교명 변경
- 2001. 09. 01 교사 증축(교실: 4실, 계단실: 2실)
- 2014. 02. 17 제65회 졸업식(졸업생 12명 / 졸업생 누계: 3,714명)
- 2014. 03. 01 초등 5학급(21명), 유치원 1학급(10명) 편성
- 2014. 09. 01 제34대 이종렬 교장 부임

## 참고 자료
- 대동초등학교 - 한국교육학술정보원 학교알리미